# Heinrich Mastalier
Heinrich Johann Mastalier (* 24. Juli 1908 in Mährisch Schönberg; † unbekannt) war ein sudetendeutscher und österreichischer Jurist, der als Landrat im Reichsgau Sudetenland tätig war.

## Leben und Wirken
Nach dem Besuch des Realgymnasiums und dem Studium der Rechtswissenschaften an der Deutschen Karls-Universität in Prag, das er mit der Promotion zum Dr. jur. abschloss, war er als Rechtsanwalt tätig.
Er trat am 15. April 1934 der Sudetendeutschen Partei (SdP) (Mitgliedsnummer 54.551) bei, für die er u. a.  Beauftragter für die Wahlpropaganda in Nordmähren und Westschlesien wurde. Am 29. Dezember 1938 beantragte er die Aufnahme in die NSDAP und wurde rückwirkend zum 1. November desselben Jahres aufgenommen (Mitgliedsnummer 6.433.947), in dieser Zeit trat er auch der SS bei. 
Nach der am 14. November 1942 erfolgten Versetzung des bisherigen Landrats Ekkehard Geib wurde Mastalier als Landrat im Landkreis Bärn vertretungsweise eingesetzt. Er war zu diesem Zeitpunkt bereits zum Regierungsrat ernannt worden.
Im Juli 1943 erfolgte seine Einberufung zum Kriegsdienst bei der deutschen Wehrmacht. In dieser Zeit wurde er trotz seiner Abwesenheit im Januar 1945 endgültig zum Landrat in Bärn ernannt. 
Nach seiner Rückkehr nach Ende des Zweiten Weltkrieges ließ er sich im österreichischen Villach als Rechtsanwalt nieder. Im Landesverband Kärnten der Sudetendeutschen Landsmannschaft war er 1958 als Rechtsberater des Vorstandes tätig.